# Avalanche (banda)
Avalanche fue una banda noruega de música disco y pop fundada en 1987, compuesta por Kjetil Rosnes (exintegrante de Lørenskog) y Kristi Johansen (exintegrante de Mo i Rana y Kristiansand). 
Ambos músicos pertenecieron a una banda denominada Helpless y viven actualmente en Alemania.
En 1989, la banda gozó de un intenso éxito en algunos países europeos con la canción "Johnny, Johnny Come Home", que alcanzó el primer puesto en las listas de Francia, permaneciendo en él por ocho semanas, y en Noruega. Otro tema exitoso de la banda fue la balada "If You Ever Want My Love Again", que tuvo repercusión en varias estaciones de radio en Argentina y Uruguay. 
El grupo se separó en 1991.

## Sencillos
- "Bird of Paradise"
- "Johnny Johnny Come Home" - (alcanzó el puesto #1 en Francia, siendo "disco de oro" y el #3 en Noruega[2])
- "I Will Wait" - (#43 en Francia)
- "Riding on a Storm"
- "Blue Train"
- "Love Me, Please Love Me" (versión de la canción de Michel Polnareff)
- "Young Guns"